# Jože Koren
Jože Koren, slovenski novinar, publicist, urednik in partizan , 10. maj 1921, Velike Lašče, † 12. februar 2003, Trst.
Koren je leta 1941 v Murski Soboti končal gimnazijo. Med udeležbo v NOB je bil med drugim propagandist, vojni dopisnik in urednik glasila Glavnega štaba Naša vojska. Po končani drugi svetovni vojni je postal glavni urednik Primorskega dnevnika v Trstu. V obdobju 1948 do 1952 je bil glavni urednik Ljudskega tednika, nato pa po letu 1983 ponovno glavni urednik Primorskega tednika.
Koren se je kot novinar in publicist zavzema za zaščito narodnih pravic Slovencev v Italiji. Prejel je Tomšičevo nagrado.
1. 1 2  https://www.obrazislovenskihpokrajin.si/oseba/koren-joze/